# Башар аль-Асад
Башар Хафез аль-Асад (араб. بشار حافظ الأسد, нар. 11 вересня 1965, Дамаск, Сирія) — сирійський державний діяч, політик із династії Асадів. Колишній президент Сирійської Арабської Республіки, верховний головнокомандувач збройних сил Сирії та секретар сирійського регіонального відділення партії Баас з 17 липня 2000 до 8 грудня 2024 року, алавіт. Син Хафеза аль-Асада, попереднього президента Сирії (1971—2000). За його правління в країні у 2011 році розпочалася громадянська війна, яку він врешті програв і втік до Росії, де отримав прихисток.

## Раннє життя

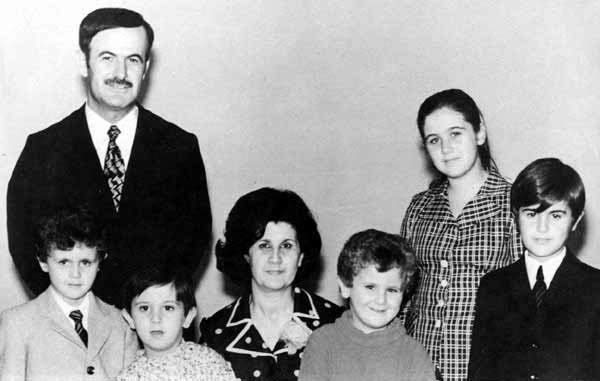
Родина Асадів. Зліва направо: Хафез Асад (батько), Башар, Магер (брат), Аніса Махлуф (мати), Маджид (брат), Бушра (сестра) і Басіль (брат), 1971 або 1972.

Башар аль-Асад народився у Дамаску 11 вересня 1965 року, був другим сином та третьою дитиною в сім'ї Аніси Махлуф та Хафеза аль-Асада. З арабської мови «аль-Асад» перекладається, як «лев». Батько Хафеза аль-Асада, Алі аль-Асад, у 1927 змінив своє прізвище «аль-Вахш» (у перекладі «дикун») на «аль-Асад» (у перекладі «лев»).
Батько Башара, Хафез, народився у збіднілій сільській алавітській сім'ї, опинився у вищих щаблях сирійського відділення партії Баас внаслідок державного перевороту 1970 року, та зрештою став президентом Сирії. Хафез підтримував власних прибічників у партії, серед яких було чимало алавітів. Після революції, алавіти зайняли панівні пости у Сирії, а суніти, друзи та ісмаїліти були позбавлені армійських та партійних посад. За 30 років правління Хафеза аль-Асада, Сирія перетворилась на династичну диктатуру. У новій політичній системі на чолі була партноменклатура Баас, віддані сім'ї Асадів, серед яких більшість становлять алавіти. Ці еліти контролюють армію, силовиків та таємну поліцію.
У Хафеза було п'ятеро дітей. Молодший брат Башара, Маджд, був непублічною особою. Про нього відомо мало, але відомо, що він був розумово відсталим та помер у 2009 внаслідок «довготривалої хвороби».
Башар, на відміну від своїх братів Басіля та Магера, та іншої сестри, яку теж звали Бушра, був тихим, стриманим та не цікавився політикою або армією. Вважається, що діти Хафеза рідко бачились зі своїм батьком, та Башар потім згадував, що він лиш один раз бував у батьковому кабінеті, коли той був президентом.
Башара аль-Асада називали «тихим», а його університетський друг розповідав, що він був сором'язливим, уникав зорового контакту і говорив тихо.
Башар аль-Асад здобув початкову та середню освіту в елітному арабо-французькому ліцеї «Хуррія» у Дамаску. У 1982 році він завершив шкільне навчання та вступив на медичний факультет Дамаського університету.

## Кар'єра до президентства

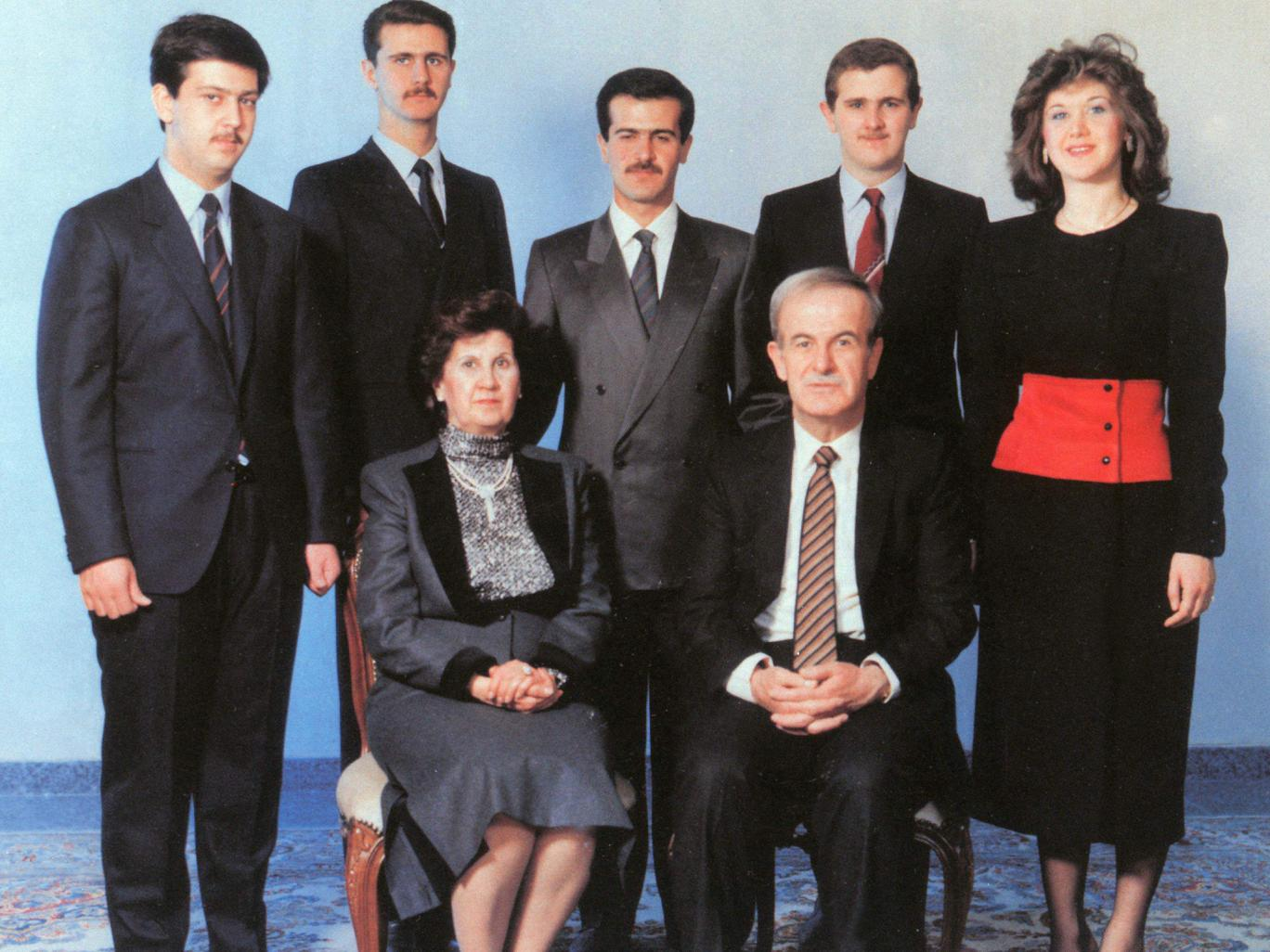
Родина Асадів. Сидять Хафез та Аніса. Стоять зліва направо: Магер, Башар, Басіль, Меджид і Бушра. Початок 1990-х рр.

Башар був третьою дитиною у родині та наступником на президентському посту повинен був стати його старший брат, Басіль аль-Асад. Тому по закінченню навчання у ліцеї, Башар обрав цивільну професію і в 1982 році вступив на медичний факультет Дамаського університету, який закінчив у 1988 році з червоним дипломом за спеціальністю «лікар-офтальмолог». Протягом деякого часу Башар працював у військовому шпиталі Тішрин у передмісті Дамаску, а в 1991 році вирушив на стажування до Великої Британії в офтальмологічний центр Western Eye Hospital при лікарні Святої Марії, розташований в лондонському районі Паддінгтон. Під час навчання у Лондоні Башар вів тихий, непоказний спосіб життя. Там же він познайомився зі своєю майбутньою дружиною — Асмою Фаваз аль-Ахрас.

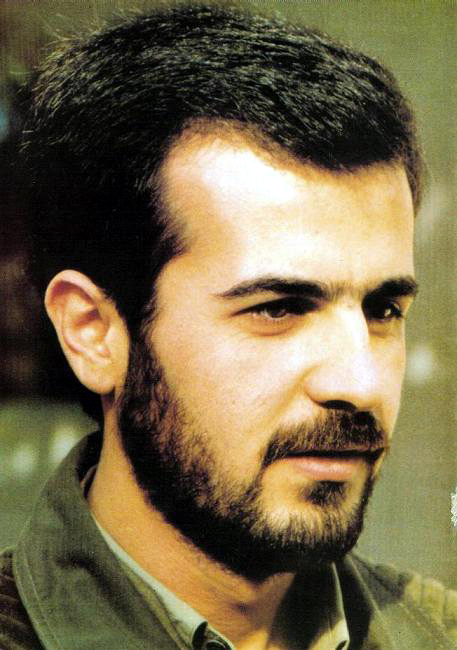
Старший брат Башара аль-Асада та спадкоємець, Басіль аль-Асад, що загинув у 1994 році.

В 1994 році старший брат Башара — Басіль аль-Асад, котрий розглядався, як батьківський спадкоємець, загинув у автокатастрофі. Після загибелі брата, Башар повернувся з Лондона на батьківщину, де в 1995 році вступив до військової академії у місті Хомс. У 1995 році у званні капітана очолив танковий батальйон, а пізніше Республіканську гвардію. У січні 1999 року Башар аль-Асад отримав звання полковника.

## Президентство
10 червня 2000 року внаслідок серцевого нападу помер президент Хафез аль-Асад. Сирійський парламент змінив конституцію, знизивши мінімальний вік кандидата в президенти з 40 до 34 років, спеціально для обрання на цю посаду Башара Асада. Вже у липні в країні був проведений референдум, за результатами якого 97,3 % сирійців висловилися за те, аби країну очолив Башар аль-Асад.
Політика Башара Асада відрізнялася більшою м'якістю та гнучкістю порівняно з політикою його батька. Свою діяльність Башар аль-Асад почав зі збільшення демократичних свобод, були випущені з тюрем політичні в'язні, закрита спеціальна в'язниця, сирійцям дозволили користуватись мобільними телефонами. Незважаючи, що це була осінь 2000 року, цей період назвали «Дамаська весна». У Дамаску стали збиратися політичні «салони», а піком співпраці влади та суспільства став «Маніфест 99», який вимагав скасувати режим надзвичайного стану, смертну кару, а також особливі суди, котрі розглядали справи опозиціонерів. Ці демократичні перетворення відбулись в багато чому завдяки дружині Башара — Асмі, що здобула європейську освіту та виховання. Але через шість місяців, під тиском впливових родичів та генералітету Башар Асад почав згортати демократичні перетворення, а його дружина виїхала на лікування до Європи. У 2005 році в Бейруті був убитий прем'єр-міністр Лівану Рафік Харірі, сирійська влада одразу потрапила під підозри у причетності до цього. Як результат, Башар аль-Асад погодився вивести з Лівану сирійські війська та навіть дав згоду співпрацювати зі слідчими ООН.

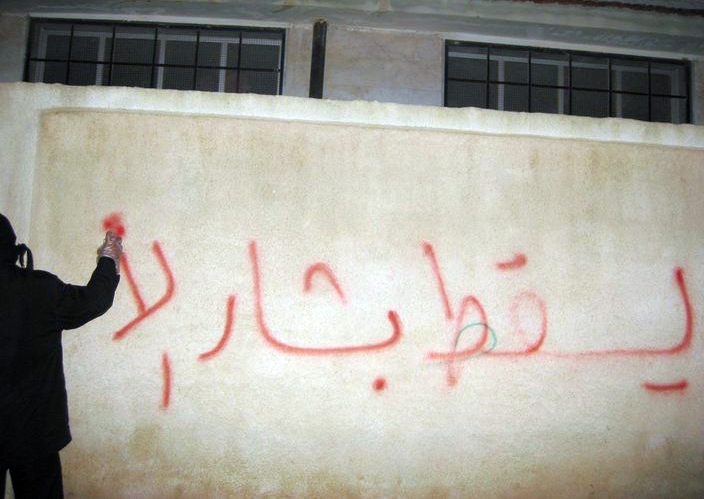
Слоган «Геть Башара» під час повстання 2011

За наведеними К.Капітоновим відомостями, до війни в Іраку 2003 року Сирія брала участь, всупереч забороні Ради Безпеки ООН, в постачанні зброєю режиму Саддама Хусейна.
У період перебування Сирії в Раді Безпеки ООН Асад намагався запобігти цій війні, але потім несподівано підтримав позицію США. І все ж згодом США звинувачували Асада у підтримці терору в повоєнному Іраку.
Росія (2008), США, Європейський союз, Ізраїль і Франція звинувачували Асада в підтримці знадобами й технікою воєнізованих груп  — противників Ізраїлю (Хезболла, Хамас, Ісламський джихад), визнаних терористичними організаціями в ряді країн світу.
Захоплювався Інтернетом, заохочував його поширення в Сирії. Водночас у Сирії до кінця його правління був заблокований доступ до Facebook та до багатьох новинних сайтів, оскільки, на думку Асада, сирійське суспільство ще не доросло до таких вольностей, як вільна преса та нецензурований інтернет.
Став кавалером українського ордена князя Ярослава Мудрого I ступеня (2002). У березні 2014 року під час російської окупації Криму, підтримав дії Володимира Путіна.

### Ставлення до Росії
У березні 2014 року під час початку тимчасової російської окупації Криму, підтримав дії Путіна. У Генеральній Асамблеї ООН Сирія проголосувала за визнання так званого «кримського референдуму», увійшовши в число країн, які підтримали Росію.
У квітні 2018 року стало відомо, що влітку 2017 року троє його дітей сини Карім і Хафез та дочка Зейн відпочивали у таборі «Артек» в окупованому Росією Криму. За словами Асада, його діти після цього «стали краще розуміти Росію».
Після цього Башар аль-Асад був внесений до списку Центру «Миротворець» за свідому організацію порушення Державного кордону України неповнолітніми дітьми з метою проникнення в окупований Росією Крим, участь у протиукраїнських пропагандистських заходах Росії, а також за участь у спробах легалізації анексії АР Крим.

## Санкції
18 березня 2023 року Україна застосувала персональні спеціальні економічні та інші обмежувальні заходи (санкції) щодо Башара Асада, у тому числі позбавлення державних нагород України.

## Розслідування
У грудні 2024 року, після падіння режиму Асада, Муаз Мустафа, Голова сирійської правозахисної організації, заявив про виявлення поховання понад 100 тисяч людей за межами Дамаска. За даними правозахисника, їх було вбито під час правління Башара Асада. Поховання знаходиться в районі Аль-Кутайфа, за 40 км на північ від Дамаска. За словами Мустафи, це одне з п'яти масових поховань, знайдених протягом кількох років.

## Падіння
27 листопада 2024 року протурецькі ісламістські повстанці з угруповання Гай'ат Тахрір аш-Шам розпочали наступ з провінції Ідліб. Внаслідок маршу сирійської опозиції 8 грудня Дамаск був взятий і Башар Асад втік з країни в бік Лівану. 8 грудня з'явилася інформація, що нібито він потрапив в авіакатастрофу, а ввечері цього же дня російські ЗМІ повідомили що Башар Аль — Асад з родиною прибув до Москви, де йому надали притулок.

## Культ особи

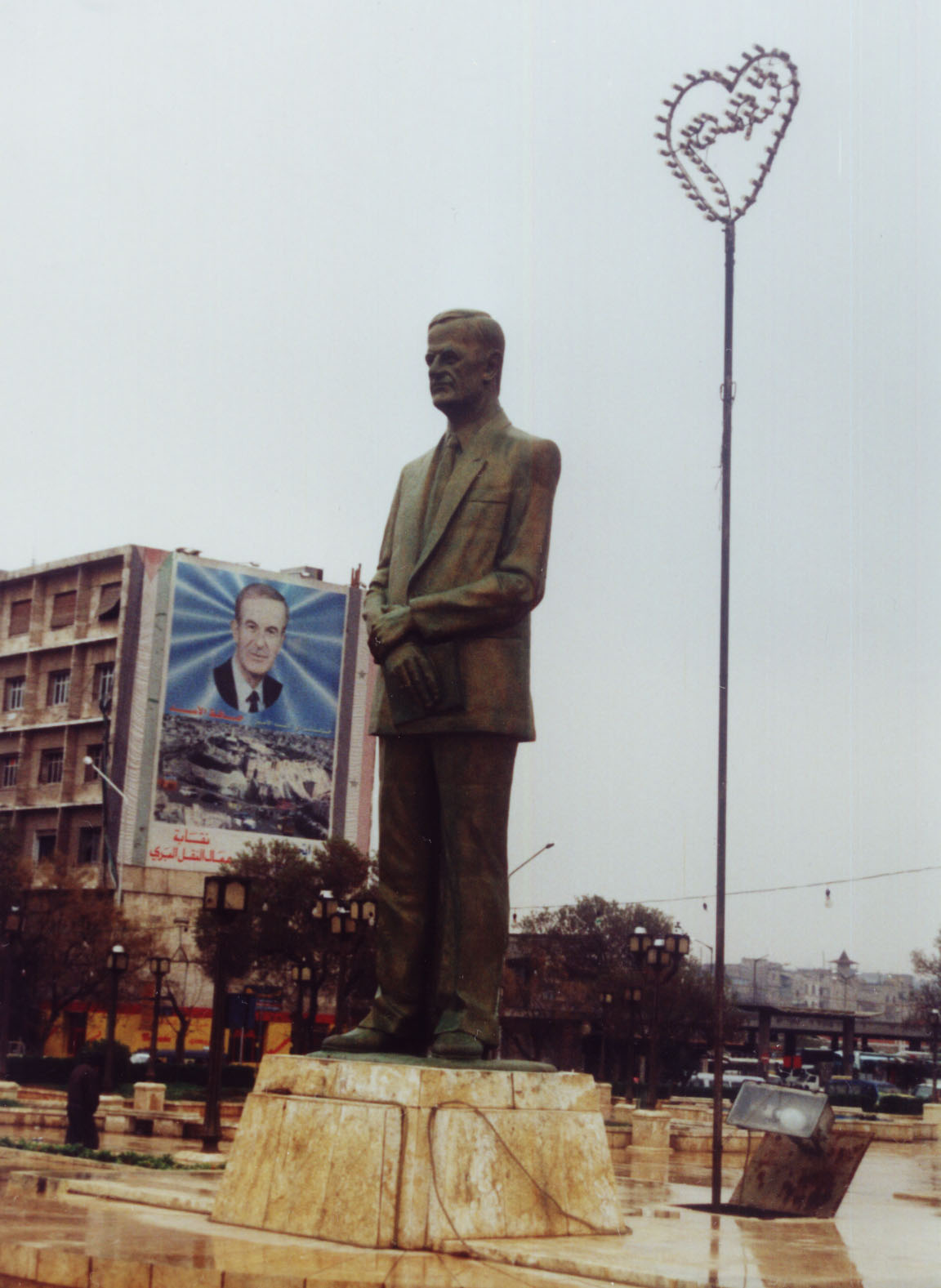
Площа в Алеппо зі статуєю та портретом Хафеза аль-Асада (2001)

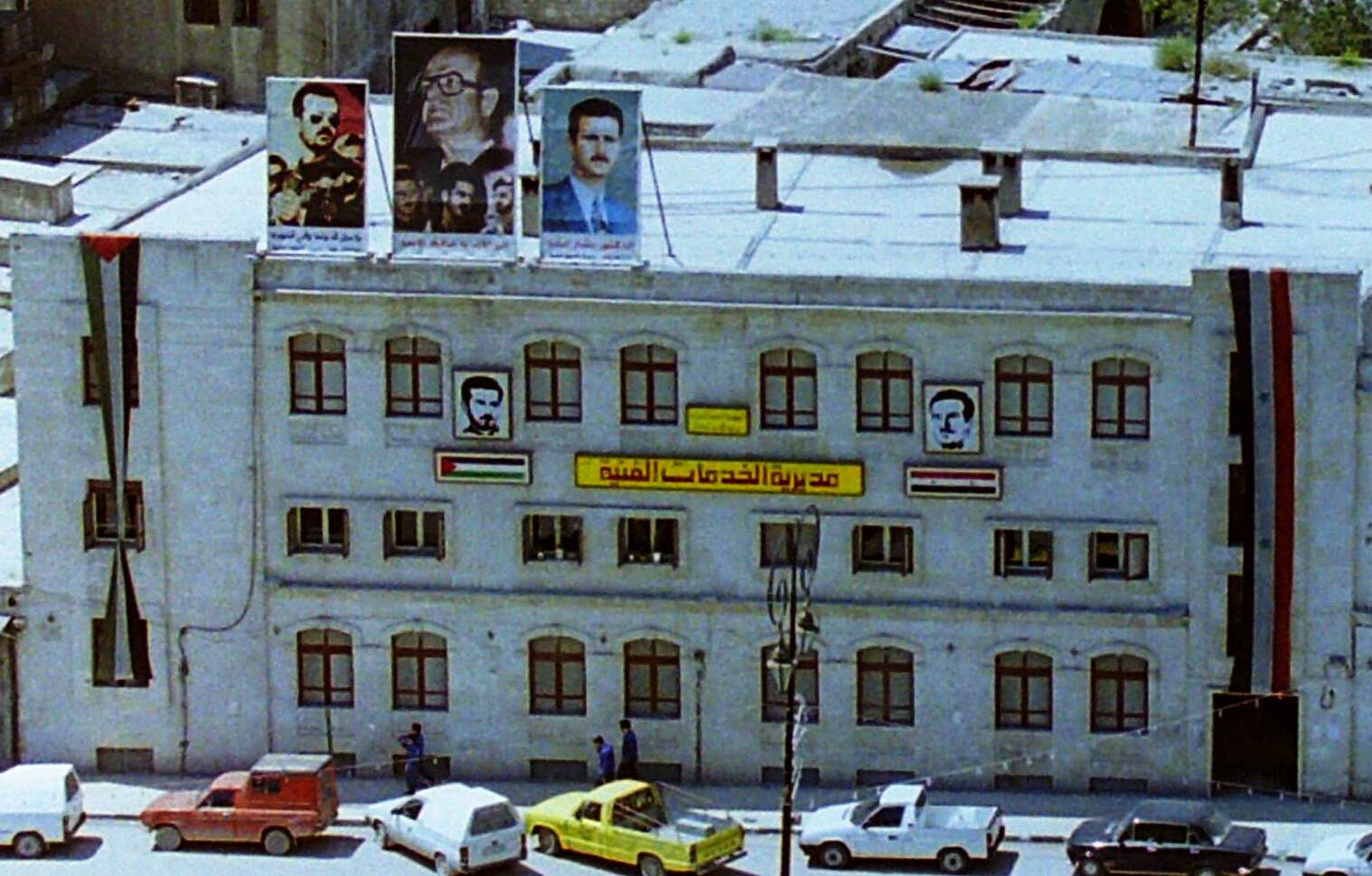
Портрет Башара аль-Асада та членів його родини в Алеппо, 1996 рік

Протягом 1950-х років сирійські алавіти почали набувати впливу в сирійських збройних силах і партії Баас. На чолі з алавітськими військовими, такими як Салах Джадид, баасисти влаштували низку переворотів у 1960-х роках і збудували однопартійну державу. Партія зміцнила свій цілковитий контроль над державою та суспільством шляхом чисток цивільної еліти, агресивної пропагандистської політики «державно-націоналістичної індоктринації» та створювала мережі патронажу на основі конфесійних принципів для мобілізації підтримки. Після державного перевороту 1970 року, який усунув його суперника Салаха Джадіда; Хафез аль-Асад створив навколо себе культ особи в сталінському стилі; який зображував його як батька сирійської нації.

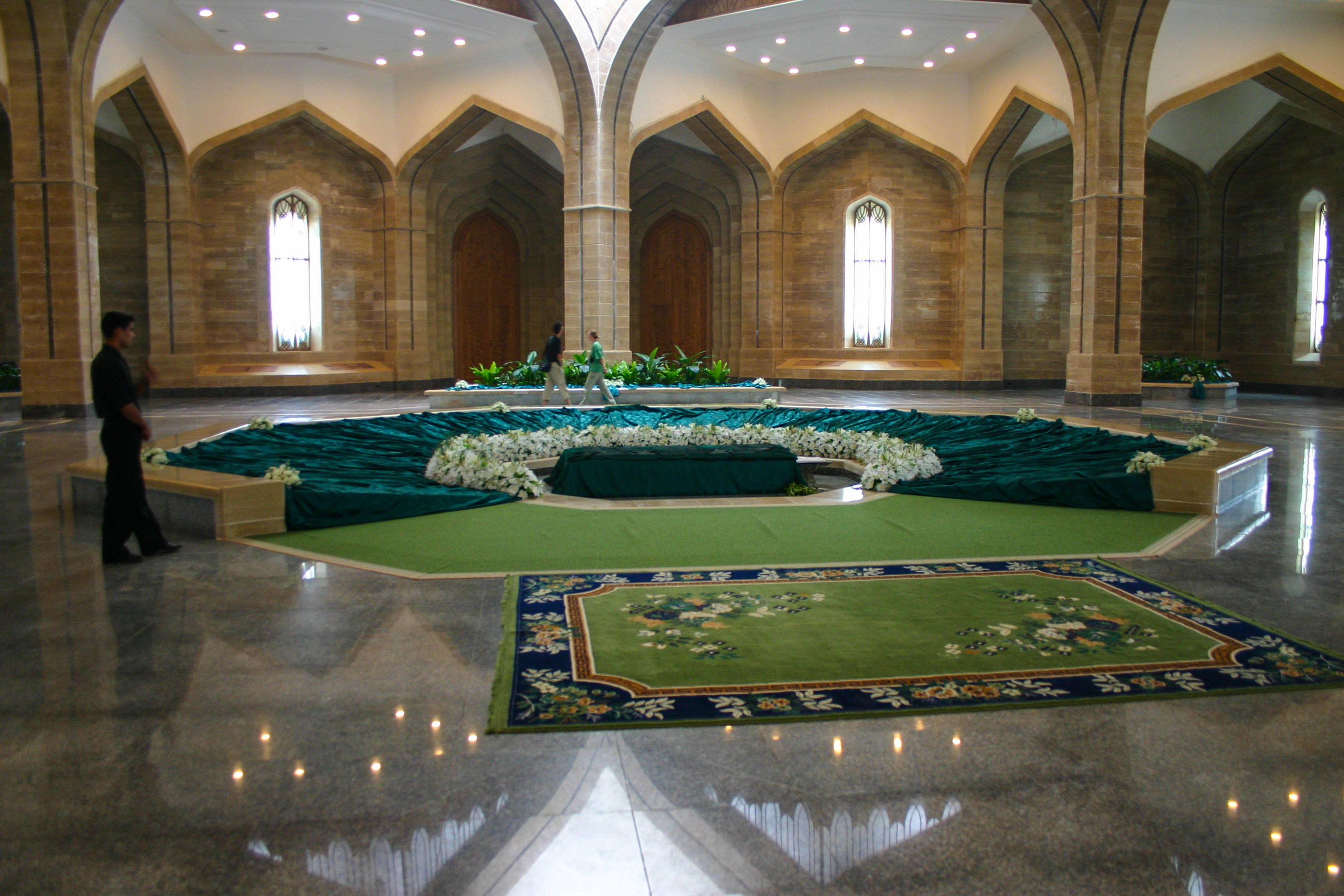
Мавзолей Хафеза аль-Асада у місті Кардаха

Після смерті Хафеза культ особи поширився на його сина Башара аль-Асада. Пам'ятники, малюнки, статуї, символи та рекламні щити обох лідерів були широкопоширені та покликані закріпити поняття «Сирія Асада». Спостерігачі розглядали зусилля державної пропаганди як стратегію забезпечення поступливості мас і ототожнення сирійської нації з династією Асадів.
|  | У жодній іншій країні на недавній пам'яті... ні в маоїстському Китаї, ні в комуністичній Югославії Тіто інтенсивність культу особи не досягала таких крайнощів. Образ Асада, який говорить, усміхається, слухає, доброзичливий чи суворий, урочистий чи замислений - всюди. Іноді по півдюжини його фотографій висять підряд. Його обличчя огортає телефонні стовпи і вантажівки, церкви і мечеті. Саме його бачить сирієць, коли розгортає газету |

З іншого боку, перебільшення пропаганди та все більше значення, яке надавалося підтримці культу особи навколо головних Асадів, призвели до одночасного зменшення акценту на самій сирійській ідентичності. На додаток до криміналізації будь-якої критики режиму; способи передачі повідомлень між державою та громадянським суспільством були суворо обмежені в межах того, що є офіційно прийнятним. Держава також заборонила приватні політичні погляди з критикою режиму та заохочувала громадян повідомляти про родичів і друзів, які виявляли небажане ставлення. Політика лібералізації економіки, реалізована протягом 2000-х років, посилила корупцію; оскільки головними вигодоздобувачами результатів були бізнесмени та родичі, наближені до родини Асадів; такі як Рамі Махлуф.

На відміну від інших арабських диктатур, ця риса режиму Баас і цілковита централізація влади в руках Асадів дозволили режиму прищепити аполітизм своїм громадянам; за якого пропагандистські гасла і символіка перетворилися на ритуал. Як наслідок, у звичайних сирійців стало набагато менше можливостей для вільної політичної активності порівняно з іншими арабськими державами. Багато людей уникали політичної активності; натомість віддаючи перевагу стабільності, яку пропонує режим. Зростання Інтернету та супутникових каналів і поширення груп громадянського суспільства та незалежних політичних активістів у 2000-х роках дедалі більше почали кидати виклик державній монополії на інформацію, що призвело до зростання політичного дисидентства серед молодших поколінь. Описуючи труднощі, пов'язані з підвищенням політичної свідомості сирійських громадян, порівнюючи їхню ситуацію з іншими арабськими протестувальниками, Керолайн, сирійська християнка та громадська активістка, ув'язнена режимом під час протестів Арабської весни 2011–12 рр., зазначає:
«До революції в Єгипті людям було дозволено збиратися, належати до політичних партій; люди мали політичне життя. Натомість у Сирії ми були осторонь від політики. Ми виросли в Сирії, і наші батьки казали нам, що ми не повинні говорити з будь-ким про нашу релігію чи про політику»
З моменту захоплення влади Хафезом аль-Асадом у 1970 році, державна пропаганда просувала новий національний дискурс, заснований на об'єднанні сирійців під «єдиною уявною ідентичністю баасистів» і асадизмом. Палко лояльні напіввійськові угруповання, відомі як Шабіха (тобто «привиди»), обожнювали династію Асадів за допомогою таких гасел, як «Немає Бога, крім Башара!» та вели психологічну війну проти нонконформістського населення.